# Måla hela världen
Måla hela världen är det nionde och sista soloalbumet av den svenske artisten Olle Ljungström. Skivan släpptes postumt 8 december 2017, ett och ett halvt år efter Ljungströms bortgång den 4 maj 2016.
Innan albumet annonserades första gången november 2017 lär det ha varit helt okänt för allmänheten att det skulle komma mer musik av Ljungström efter hans död. Han fortsatte dock att skriva låtar nästan intill det sista, och hans producent, Torsten Larsson, färdigställde låtarna i hemlighet hösten 2016.

## Mottagande
Måla hela världen mottog en rad mycket positiva recensioner. Aftonbladet gav skivan 4/5 i betyg, och betonade att den innehöll "glasklara melodier och spritter av oefterhärmlig verbal briljans." Samma betyg, 4/5, fick skivan i Sveriges Radio. Även i Nöjesguiden fick skivan näst högsta betyg, 5/6, som kallade den för "ett vitalt och livsbejakande album."
I Expressen fick skivan det medels betyget 3/5, men recensenten betonade att det var en "förvånansvärt vital, rolig och underfundig skiva med en avsändare så unik och personlig att man förlåter skavankerna."

## Låtlista
Alla låtar komponerade av Olle Ljungström och Torsten Larsson, förutom spår 6 & 11 av Ljungström, Larsson och Joel Fritzell.
1. "Jag och min bror" - 3:33
2. "Kompakta tystnaden" - 3:46
3. "Du vill va min" - 3:53
4. "Århundradets bästa brott" - 3:14
5. "Alice" - 3:01
6. "Världens renaste häxa" - 3:14
7. "Häxjakten" - 3:06
8. "Vacker och trött" - 3:37
9. "Ja vet va ja ska då" - 3:52
10. "Olle" - 0:33
11. "Det händer igen" - 4:32

## Medverkande
- Olle Ljungström - sång

- Torsten Larsson - gitarr, bas, trummor, kör, percussion

- Joel Fritzell - gitarr, kör, bas

- Jesper Jarold - stråkar, gitarr, synth, bas

- Johan Håkansson - trummor, percussion

- Stefan Sandberg - saxofon

- Emily Bratt - kör

- Carl Stinzing - piano, orgel

- Cecilia Ekströmer - kör

- Alma Janblad - kör

## Listplaceringar
| Lista (2017) | Topplacering |
| ------------ | ------------ |
| Sverige      | 14           |